# Мапай
МАПАЙ (Робітнича партія Землі Ізраїлю, івр. מפלגת פועלי ארץ ישראל, מפא"י) — ізраїльська політична партія, що відносилася до робітничого сіоністського руху. Сформувалась у 1930-і роки в підмандатній Палестині, після заснування держави складала основу правлячих коаліцій в Ізраїлі з 1-го по 6-е скликання кнесету, відтак перестала існувати, об'єднавшись із партіями «Ахдут ха-Авода» й РАФІ в партію Праці («Авода»).

### Представництво МАПАЙ у кнесеті за скликаннями
| Скликання | Відсоток голосів | Мандати спочатку | Мандати перед розпуском |
| --------- | ---------------- | ---------------- | ----------------------- |
| I         | 35,7             | 46               | 46                      |
| II        | 37,3             | 45               | 47                      |
| III       | 32,2             | 40               | 40                      |
| IV        | 38,2             | 47               | 47                      |
| V         | 34,7             | 42               | 34                      |

## Підтримка суспільства
На початку свого існування МАПАЙ здебільшого формувалася вихідцями з кібуців. В 1930-і роки представники сільськогосподарських поселень (члени кібуців та мошавів), а також сільські робітники становили до 60 відсотків від загальної кількості членів партії; в свою чергу, представники кібуцного руху складали більш як половину цього сектору були найбільш згуртованою та ідеологічно одноманітною групою. Тому представництво членів кібуцного руху було непропорційно високим — так, в 1942 році п'ять із семи членів Внутрішнього Секретаріату, найвищого органу партії, були вихідцями з кібуців. Подальше зменшення впливу представників кібуців у партії було пов'язане, зокрема, з розколом в середині 40-х років, що супроводжувався виходом із МАПАЙ членів «Фракції Б».